# Niels Sindal
Niels Sindal (ur. 29 kwietnia 1950 w Kopenhadze) – duński polityk i samorządowiec, poseł do Parlamentu Europejskiego IV kadencji, deputowany do Folketingetu.

## Życiorys
Kształcił się na Uniwersytecie w Odense, pracował jako konsultant. Zaangażował się w działalność polityczną w ramach Socialdemokraterne. Od 1986 do 1994 był radnym i zastępcą burmistrza miejscowości Ærøskøbing. W latach 1994–1999 sprawował mandat posła do Parlamentu Europejskiego. Pracował w Komisji ds. Transportu i Turystyki, należał do frakcji socjalistycznej. W 2001 został wybrany na deputowanego do Folketingetu. W duńskim parlamencie zasiadał przez trzy kadencje do 2011.